# Kathy Glen
Kathy Glen es una deportista canadiense que compitió en natación sincronizada. Ganó dos medallas en el Campeonato Mundial de Natación de 1991, plata en la prueba de equipo y bronce en dúo.

## Palmarés internacional
| Campeonato Mundial | Campeonato Mundial | Campeonato Mundial | Campeonato Mundial |
| Año                | Lugar              | Medalla            | Prueba             |
| ------------------ | ------------------ | ------------------ | ------------------ |
| 1991               | Perth (Australia)  | Medalla de plata   | Equipo             |
| 1991               | Perth (Australia)  | Medalla de bronce  | Dúo                |